# E.E.Y. Hales
Edward Elton Young Hales (Nottingham, 8 ottobre 1908 – Bellagio, 1º luglio 1986) è stato uno storico inglese, di religione cattolica.

## Biografia
Nato a Nottingham, Inghilterra, era il figlio di James Elton Hales (nato il 23 luglio, 1872) e di Ethel Burbidge. 
Durante la fine degli anni 1950 e i primi anni 1960, "Teddy" Hales (come erano soliti chiamarlo gli amici più stretti) lavorò come ispettore presso il Ministero Britannico dell'Educazione a Londra ed ebbe grande influenza nel promuovere lo studio della storia mondiale nelle scuole superiori del Regno Unito.
Morì a Bellagio, (Italia), mentre si trovava in vacanza.

## Opere
Un necrologio a lui dedicato venne pubblicato in The Catholic Historical Review, Vol. LXXII (72) (1986), No. 4, pp. 711–712. Tra i suoi libri ricordiamo:
- Pio Nono: A Study in European Politics and Religion in the Nineteenth Century (P.J. Kenedy, 1954)
- Mazzini and the Secret Societies: the Making of a Myth (Eyre & Spottiswoode, 1956)
- The Catholic Church in the Modern World (Doubleday, 1958)
- Revolution And Papacy, 1769-1846 (Doubleday, 1960)
- The Emperor and the Pope: The Story of Napoleon And Pius VII (Doubleday, 1961)
- Napoleon And the Pope: The Story of Napoleon and Pius VII (Eyre & Spottiswoode, 1962) (possibile variazione di titolo in The Emperor and the Pope)
- Pope John and His Revolution (Doubleday, 1965)
- Chariot of Fire (Fantasy novel) 1977